# Jan Rusiecki
Jan Rusiecki (ur. 4 kwietnia 1926 w Warszawie, zm. 20 września 2015 tamże) – polski filolog, prof. dr hab.

## Życiorys
Urodził się w rodzinie Antoniego i Natalii z domu Agapa. Absolwent I Państwowego Gimnazjum i Liceum im. Stefana Batorego w Warszawie (matura 1944). Uczestnik powstania warszawskiego, starszy strzelec (pseudonim „Sęk”) Armii Krajowej - zgrupowanie „Kryska” - 4. kompania.
Po wojnie studiował na Uniwersytecie Warszawskim, a po ukończeniu studiów pracował jako nauczyciel akademicki; od 1961 roku związany z Instytutem Anglistyki. W latach 1969–1991 był kierownikiem Zakładu Językoznawstwa Angielskiego Stosowanego; pełnił też funkcję dyrektora Instytutu Anglistyki przez dwie kadencje: od 1978 roku do 1984 roku; przez wiele lat (do 2009 roku) był przewodniczącym Rady Naukowej Instytutu Anglistyki. Był autorem wielu podręczników do nauki języka angielskiego; był zaangażowany w rozwijanie Językowych Kolegiów Nauczycielskich.
Był członkiem wielu stowarzyszeń naukowych m.in. PASE oraz IATEFL.
W 2009 roku otrzymał Medal ZAiKS-u, w 2012 roku został odznaczony Krzyżem Oficerskim Orderu Odrodzenia Polski.
Zmarł w Warszawie, pochowany na cmentarzu Powązkowskim (kwatera 229-1-26).